# Anao-ji

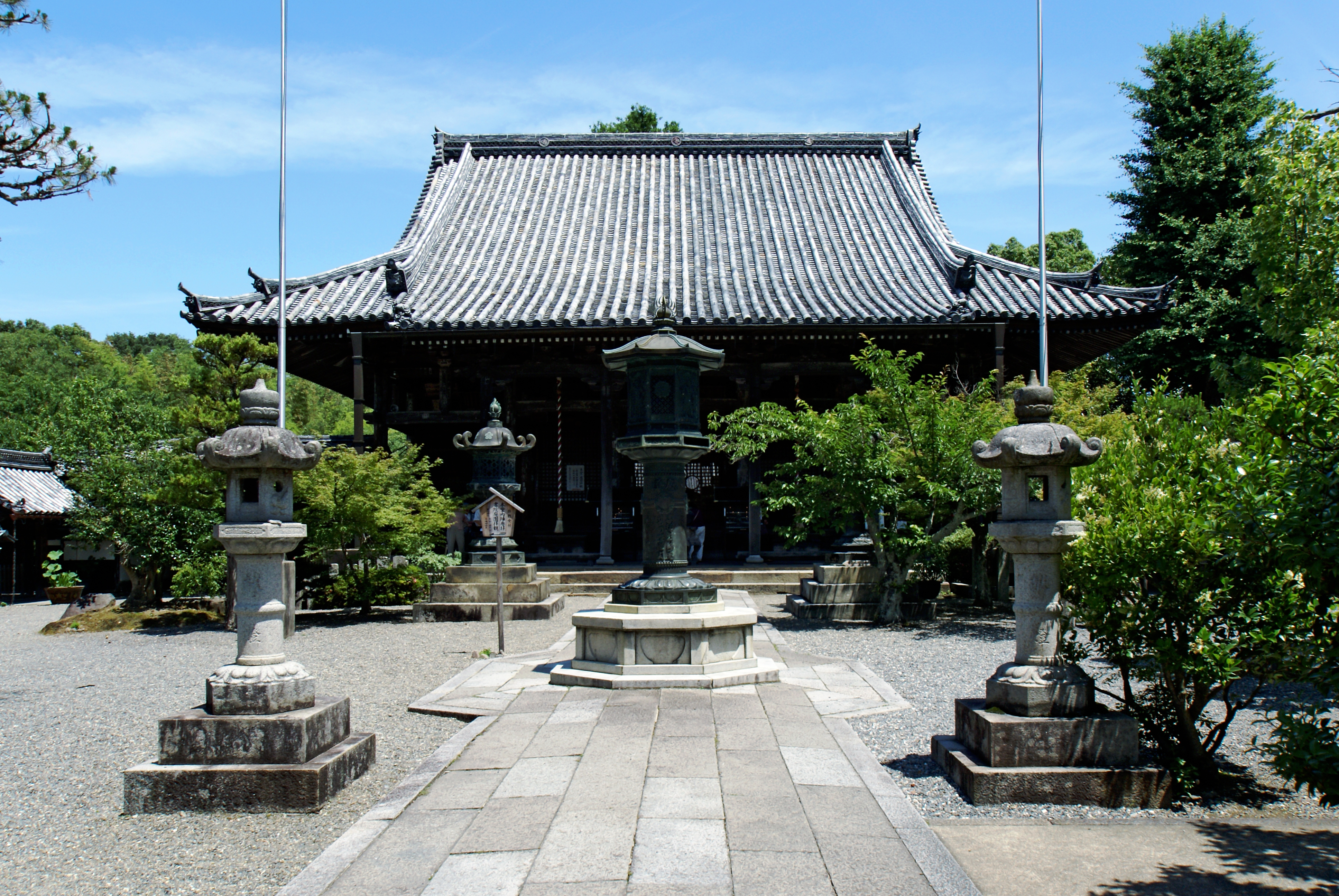
Anao-ji

Der Anao-ji (jap. 穴太寺) ist ein buddhistischer Tempel in der Stadt Kameoka, Präfektur Kyōto in Japan. Der Tempel ist mit der Glaubensrichtung Tendai-shū assoziiert. Hauptbildnis des Tempels ist eine Statue des Kannon (Sho-Kannon). Der Anao-ji ist der 21. Tempel des Saigoku-Pilgerweges (西国三十三箇所, Saigoku sanjūsankasho).
Nach einer bis ins Jahr 1450 nachweisbaren Überlieferung soll der Tempel im Jahr 705 auf Erlass des Kaisers Mommu durch den Adligen Otomo Komaru gegründet worden sein. Zunächst war das Hauptbild des Tempels eine Figur des Bhaisajyaguru, des Buddha der Heilung. In der Heian-Zeit wurde jedoch eine Figur des Sho-Kannon zum Hauptbildnis des Tempels. Die Umwidmung ist mit einer Legende verbunden, die auch in der Anthologie Konjaku Monogatarishū berichtet wird: Nachdem der Adlige Uji no Miyanori einen Bildhauer für eine Kannon-Statue großzügig entlohnt hatte, reute ihn seine Freigiebigkeit. Er tötete den Bildhauer auf der Rückreise nach Kyoto. Nach Hause zurückgekehrt, musste er jedoch feststellen, dass die Statue statt des Bildhauers eine tödliche Wunde aufwies und dieser wohlbehalten in Kyoto angekommen war.
Der Tempel wurde während seines Bestehens mehrfach durch Feuer zerstört, so dass keines der Gebäude aus der Gründungszeit des Tempels stammt. Die Haupthalle wurde 1735 errichtet und ist eingetragenes Kulturgut der Präfektur Kyōto. Gleiches gilt für die im Stil des Shingon-shū 1804 gebaute Pagode (Tō) und das aus der Edo-Zeit stammende Eingangstor.
Der Tempel wird häufig wegen einer Statue des ins Nirwana eingehenden Buddha (Shaka Nehanzō) besucht, der heilende Kräfte nachgesagt werden. Viele Gläubige spenden als Dank dem Tempel Bettdecken, die täglich wechselnd über die Statue gelegt werden. Sehenswert ist auch der auf dem Tempelgelände befindliche und aus der Muromachi-Zeit stammende Landschaftsgarten.